# Landesregierung Mattle
- ÖVP/SPÖ: 21
- Opposition: 15

- ÖVP: 5
- SPÖ: 3

Die Landesregierung Mattle ist die Tiroler Landesregierung unter Landeshauptmann Anton Mattle in der XVIII. Gesetzgebungsperiode seit dem 25. Oktober 2022.

## Geschichte
Am 13. Juni 2022 gab Landeshauptmann Günther Platter bekannt, bei der nächsten Landtagswahl nicht mehr zu kandidieren, als Nachfolger wurde Anton Mattle designiert. Am 21. Juni 2022 kündigte auch Landesrätin Beate Palfrader an, nicht mehr zur Landtagswahl anzutreten. Nach der Landtagswahl gab auch Landesrätin Annette Leja, die seit Mai 2021 der Landesregierung Platter III angehörte, ihren Rückzug aus der Politik bekannt.
Bei der vorgezogenen Landtagswahl am 25. September 2022 erreichte die ÖVP (Anton Mattle Tiroler Volkspartei) 14 der 36 Mandate und verlor damit drei Mandate gegenüber der Landtagswahl 2018. Die SPÖ Tirol kam auf sieben Mandate, ein plus von einem Mandat, die FPÖ ebenfalls auf sieben Mandate, ein plus von zwei Mandaten. Die Grünen Tirol verloren ein Mandat und erhielten drei Mandate. Die Liste Fritz gewann ein Mandat und erhielt ebenfalls drei Sitze. NEOS blieben unverändert bei zwei Sitzen. Die bis dahin regierende Koalition aus ÖVP und Grünen verlor damit ihre Mehrheit. Am 19. Oktober 2022 einigten sich ÖVP und SPÖ über einen Koalitionspakt, die Regierung verfügt damit über eine Mehrheit von 21 der insgesamt 36 Mandate. Fünf der Regierungsmitglieder sollen von der ÖVP gestellt werden, drei Landesräte von der SPÖ.
Gegenüber der Landesregierung Platter III gehören neben Landeshauptmann Günther Platter auch Beate Palfrader, Johannes Tratter, Annette Leja (alle ÖVP) sowie Ingrid Felipe und Gabriele Fischer (beide Grüne) nicht mehr der Regierung an.
Die konstituierende Sitzung des Tiroler Landtages mit Wahl und Angelobung der Regierungsmitglieder fand am 25. Oktober 2022 statt.
Bei der ÖVP wurden Mario Gerber, Cornelia Hagele und Astrid Mair neue Landesräte, bei der SPÖ Georg Dornauer erster Landeshauptmannstellvertreter und Eva Pawlata sowie René Zumtobel Landesräte. ÖVP-Bundesrat Sebastian Kolland wurde zum Landesgeschäftsführer der Tiroler Volkspartei bestellt.
Am 21. Oktober 2022 wurde das Regierungsübereinkommen unterzeichnet und das Regierungsteam vorgestellt. Zuvor stimmte der Landesparteivorstand der ÖVP einstimmig für das ausgehandelte Regierungsabkommen. Am Vortag stimmte der SPÖ-Landesparteirat mit vier Gegenstimmen für den Koalitionsvertrag mit der ÖVP.

## Regierungsmitglieder
| Amt                                                     | Bild | Name              | Partei | Partei | Zuständigkeitsbereiche                                                                                    |
| ------------------------------------------------------- | ---- | ----------------- | ------ | ------ | --- |
| Landeshauptmann                                         |      | Anton Mattle      |        | ÖVP    | Finanzen, Gemeinden, Personal, Kunst und Kultur, Europa- und Außenbeziehungen, Ehrenamt                   |
| 1. Landeshauptmann-Stellvertreter                       |      | Philip Wohlgemuth |        | SPÖ    | Wohnbauförderung, Sport, Integration, Liegenschaften des Landes seit 19. Dezember 2024                    |
| 2. Landeshauptmann-Stellvertreter                       |      | Josef Geisler     |        | ÖVP    | Land- und Forstwirtschaft, Grundverkehr, Raumordnung, Straßenbau, Energie, Traditionswesen, Widmungswesen |
| Landesrat                                               |      | Mario Gerber      |        | ÖVP    | Tourismus, Wirtschaft, Digitalisierung                                                                    |
| Landesrätin                                             |      | Cornelia Hagele   |        | ÖVP    | Gesundheit, Pflege, Bildung, Wissenschaft und Forschung                                                   |
| Landesrätin                                             |      | Astrid Mair       |        | ÖVP    | Sicherheit, ArbeitnehmerInnen, Generationen, Zivil- und Katastrophenschutz                                |
| Landesrätin                                             |      | Eva Pawlata       |        | SPÖ    | Soziales, Inklusion, Frauen                                                                               |
| Landesrat                                               |      | René Zumtobel     |        | SPÖ    | Verkehr, Umwelt, Naturschutz                                                                              |
| Vorzeitig ausgeschiedene Mitglieder der Landesregierung |      |                   |        |        | |
| 1. Landeshauptmann-Stellvertreter                       |      | Georg Dornauer    |        | SPÖ    | Wohnbauförderung, Sport, Integration, Liegenschaften des Landes bis 19. Dezember 2024                     |